# Mark Johnson (produttore)
Mark Johnson (Washington, 27 dicembre 1945) è un produttore cinematografico e produttore televisivo statunitense.

## Biografia
Johnson ha vinto l'Oscar al miglior film per la produzione di Rain Man - L'uomo della pioggia, interpretato da Dustin Hoffman e Tom Cruise. Il film, vincitore di quattro Oscar, ha anche ottenuto l'Orso d'oro e il Golden Globe per il miglior film drammatico.

## Filmografia

### Produttore
- Don Camillo (The World of Don Camillo), regia di Terence Hill (1983)
- Il migliore (The Natural), regia di Barry Levinson (1984)
- Piramide di paura (Young Sherlock Holmes), regia di Barry Levinson (1985)
- Tin Men - 2 imbroglioni con signora (Tin Men), regia di Barry Levinson (1987)
- Good Morning, Vietnam, regia di Barry Levinson (1987)
- Rain Man - L'uomo della pioggia (Rain Man), regia di Barry Levinson (1988)
- Avalon, regia di Barry Levinson (1990)
- Bugsy, regia di Barry Levinson (1991)
- Toys - Giocattoli (Toys), regia di Barry Levinson (1992)
- Un mondo perfetto (A Perfect World), regia di Clint Eastwood (1993)
- Jimmy Hollywood, regia di Barry Levinson (1994)
- La piccola principessa (The Little Princess), regia di Alfonso Cuarón (1995)
- Donnie Brasco, regia di Mike Newell (1997)
- Fast Food (Home Fries), regia di Dean Parisot (1998)
- Galaxy Quest, regia di Dean Parisot (1999)
- Il mio cane Skip (My Dog Skip), regia di Jay Russell (2000)
- Salvi per un capello (An Everlasting Place), regia di Barry Levinson (2000)
- Il segno della libellula - Dragonfly (Dragonfly), regia di Tom Shadyac (2002)
- Un sogno, una vittoria (The Rookie), regia di John Lee Hancock (2002)
- Due amiche esplosive (The Banger Sisters), regia di Bob Dolman (2002)
- Moonlight Mile - Voglia di ricominciare (Moonlight Mile), regia di Brad Silberling (2002)
- Alamo - Gli ultimi eroi (The Alamo), regia di John Lee Hancock (2004)
- Le pagine della nostra vita (The Notebook), regia di Nick Cassavetes (2004)
- The Wendell Baker Story, regia di Andrew Wilson e Luke Wilson (2005)
- Le cronache di Narnia - Il leone, la strega e l'armadio (The Chronicles of Narnia: The Lion, the Witch and the Wardrobe), regia di Andrew Adamson (2005)
- Come mangiare i vermi fritti (How to Eat Fried Worms), regia di Bob Dolman (2006)
- The Hunting Party, regia di Richard Shepard (2007)
- Lake City, regia di Perry Moore e Hunter Hill (2008)
- Le cronache di Narnia - Il principe Caspian (The Chronicles of Narnia: Prince Caspian), regia di Andrew Adamson (2008)
- La custode di mia sorella (My Sister's Keeper), regia di Nick Cassavetes (2009)
- Non avere paura del buio (Don't Be Afraid of the Dark), regia di Troy Nixey (2010)
- Le cronache di Narnia - Il viaggio del veliero (The Chronicles of Narnia: The Voyage of the Dawn Treader), regia di Michael Apted (2010)
- Una scuola per Malia (Won't Back Down), regia di Daniel Barnz (2012)
- Not Fade Away, regia di David Chase (2012)
- Chasing Mavericks - Sulla cresta dell'onda (Chasing Mavericks), regia di Curtis Hanson e Michael Apted (2012)
- Il segreto dei suoi occhi (Secret in Their Eyes), regia di Billy Ray (2015)
- La truffa dei Logan (Logan Lucky), regia di Steven Soderbergh (2017)
- Downsizing - Vivere alla grande (Downsizing), regia di Alexander Payne (2017)
- El Camino - Il film di Breaking Bad (El Camino: A Breaking Bad Movie), regia di Vince Gilligan (2019)
- Fino all'ultimo indizio (The Little Things), regia di John Lee Hancock (2021)
- Distanza di sicurezza (Distancia de rescate), regia di Claudia Llosa (2021)
- The Holdovers - Lezioni di vita (The Holdovers), regia di Alexander Payne (2023)

### Produttore esecutivo

#### Cinema
- A cena con gli amici (Diner), regia di Barry Levinson (1982)
- Delitti e segreti (Kafka), regia di Steven Soderbergh (1991)
- One Shot One Kill - A colpo sicuro (Sniper), regia di Luis Llosa (1993)
- The Astronaut's Wife - La moglie dell'astronauta (The Astronaut's Wife), regia di Rand Ravich (1999)
- Le verità nascoste (What Lies Beneath), regia di Robert Zemeckis (2000)
- Shooter, regia di Antoine Fuqua (2007)
- Il volo del falco (Aloft), regia di Claudia Llosa (2014)

#### Televisione
- The Guardian - serie TV, 67 episodi (2001-2004)
- Breaking Bad - serie TV, 62 episodi (2008-2013)
- Rectify - serie TV, 30 episodi (2013-2016)
- Halt and Catch Fire - serie TV, 40 episodi (2014-2017)
- Better Call Saul - serie TV, 63 episodi (2015-2022)
- Battle Creek - serie TV, 13 episodi (2015)
- Shut Eye - serie TV, 20 episodi (2016-2017)